# Giovanni Reyna
Giovanni Alejandro Reyna (Sunderland, Inglaterra, Reino Unido, 13 de noviembre de 2002), o simplemente conocido como Gio Reyna, es un futbolista estadounidense que juega como centrocampista en el Borussia Dortmund de la 1. Bundesliga.

## Trayectoria

### New York City Football Club
Realizó gran parte de su formación en las divisiones inferiores del New York City FC, equipo de los Estados Unidos. Con este equipo ganó la Generation Adidas Cup, torneo sub-17 donde fue la gran figura con solo catorce años. Un año más tarde y con tan solo quince años, Reyna fue incluido en el equipo sub-18 de New York City en la temporada 2017-18. En ese torneo colaboró con trece goles en diecisiete partidos disputados. Gracias a la gran temporada de Reyna, el Borussia Dortmund se fijó en él y al terminar la campaña lo incorporaron al equipo alemán.

### Borussia Dortmund sub-19
A la corta edad de dieciséis años, fue fichado por el Borussia Dortmund de la Bundesliga de Alemania, que se quedó con sus servicios gratis, ya que el joven menor de edad llegó bajo la patria potestad. Empezó jugando para el equipo sub-19 donde en pocos meses se destacó marcando treinta goles y trece asistencias en cuarenta y un partidos jugados.

### Borussia Dortmund

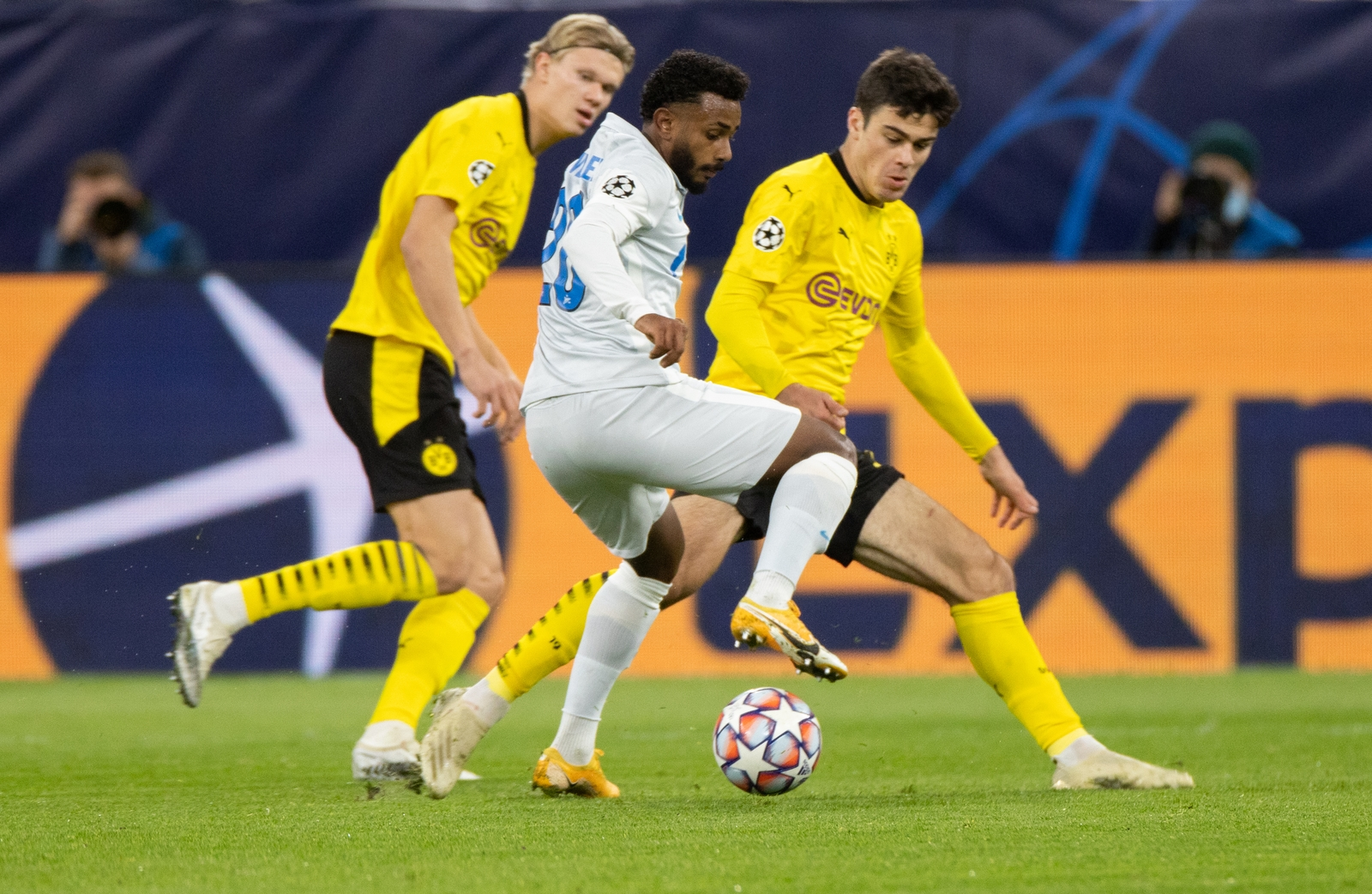
Reyna jugando para el Dortmund en 2020.

En julio de 2019 y de la mano de Lucien Favre fue promovido al primer equipo viajando a la pretemporada. Debutó el 18 de enero de 2020 en un partido de Bundesliga frente al F. C. Augsburgo. El 4 de febrero de 2020 anotó su primer gol como profesional en la derrota 3 a 2 frente al Werder Bremen.
En total disputó 121 encuentros y el 31 de enero de 2024, tras haber renovado hasta 2026, fue cedido al Nottingham Forest F. C.

## Selección nacional
Reyna pudo haber jugado para tres selecciones, Inglaterra por haber nacido en Sunderland, incluso para las selecciones de Argentina y Portugal debido al origen de sus abuelos. Inició su carrera internacional representando a la selección de fútbol de Estados Unidos en sus categorías sub-15, sub-16 y sub-17. Debutó con la selección estadounidense el 12 de noviembre de 2020 en un partido contra Gales. En su segundo partido, ante Panamá, anotó su primer gol con el equipo nacional.

## Estadísticas

### Clubes
Actualizado al último partido disputado el 25 de junio de 2025.
| Club                               | Div.          | Temporada     | Liga  | Liga  | Liga   | Copas nacionales | Copas nacionales | Copas nacionales | Copas internacionales | Copas internacionales | Copas internacionales | Total | Total | Total  | Media goleadora |
| Club                               | Div.          | Temporada     | Part. | Goles | Asist. | Part.            | Goles            | Asist.           | Part.                 | Goles                 | Asist.                | Part. | Goles | Asist. | Media goleadora |
| ---------------------------------- | ------------- | ------------- | ----- | ----- | ------ | ---------------- | ---------------- | ---------------- | --------------------- | --------------------- | --------------------- | ----- | ----- | ------ | --------------- |
| Borussia Dortmund · Alemania       | 1.ª           | 2019-20       | 15    | 0     | 1      | 1                | 1                | 0                | 2                     | 0                     | 1                     | 18    | 1     | 2      | 0.06            |
| Borussia Dortmund · Alemania       | 1.ª           | 2020-21       | 32    | 4     | 5      | 6                | 3                | 0                | 8                     | 0                     | 1                     | 46    | 7     | 6      | 0.15            |
| Borussia Dortmund · Alemania       | 1.ª           | 2021-22       | 10    | 2     | 1      | 2                | 0                | 0                | 1                     | 0                     | 0                     | 13    | 2     | 1      | 0.15            |
| Borussia Dortmund · Alemania       | 1.ª           | 2022-23       | 22    | 7     | 2      | 2                | 0                | 0                | 6                     | 0                     | 2                     | 30    | 7     | 4      | 0.23            |
| Borussia Dortmund · Alemania       | 1.ª           | 2023-24       | 11    | 0     | 0      | 1                | 0                | 0                | 2                     | 0                     | 0                     | 14    | 0     | 0      | 0               |
| Nottingham Forest F. C. Inglaterra | 1.ª           | 2023-24       | 9     | 0     | 1      | 1                | 0                | 0                | ―                     | ―                     | ―                     | 10    | 0     | 1      | 0               |
| Nottingham Forest F. C. Inglaterra | Total club    | Total club    | 9     | 0     | 1      | 1                | 0                | 0                | 0                     | 0                     | 0                     | 10    | 0     | 1      | 0               |
| Borussia Dortmund · Alemania       | 1.ª           | 2024-25       | 16    | 2     | 0      | 0                | 0                | 0                | 10                    | 0                     | 1                     | 26    | 2     | 1      | 0.08            |
| Borussia Dortmund · Alemania       | Total club    | Total club    | 106   | 15    | 9      | 12               | 4                | 0                | 29                    | 0                     | 5                     | 147   | 19    | 14     | 0.13            |
| Total carrera                      | Total carrera | Total carrera | 115   | 15    | 10     | 13               | 4                | 0                | 29                    | 0                     | 5                     | 157   | 19    | 15     | 0.12            |
| 1. 2.                              |               |               |       |       |        |                  |                  |                  |                       |                       |                       |       |       |        |                 |

## Palmarés

### Títulos nacionales
| Título           | Club              | País     | Año  |
| ---------------- | ----------------- | -------- | ---- |
| Copa de Alemania | Borussia Dortmund | Alemania | 2021 |

### Títulos internacionales
| Título                          | Club (*)                    | Sede           | Año  |
| ------------------------------- | --------------------------- | -------------- | ---- |
| Liga de Naciones de la Concacaf | Selección de Estados Unidos | Estados Unidos | 2020 |
| Liga de Naciones de la Concacaf | Selección de Estados Unidos | Estados Unidos | 2023 |
| Liga de Naciones de la Concacaf | Selección de Estados Unidos | Estados Unidos | 2024 |

(*) Incluyendo la selección.

### Distinciones individuales
| Distinción                                          | Año  |
| --------------------------------------------------- | ---- |
| Mejor jugador de la Liga de Naciones de la Concacaf | 2024 |

## Vida privada
Nacido en Inglaterra es hijo de Claudio Reyna, capitán de la selección de Estados Unidos que disputó cuatro Copas del Mundo y jugó en clubes como Manchester City, Bayer Leverkusen y VfL Wolfsburgo, entre otros. También es nieto de Miguel Reyna, quien fue un futbolista argentino que jugó en los clubes argentinos Independiente y Los Andes.
Es de ascendencia argentino-portuguesa a través de sus abuelos paternos y de ascendencia irlandés-estadounidense por línea materna. Su hermano mayor, Jack, murió de cáncer cerebral en 2012, a la edad de trece años.
Reyna nació en Sunderland, Inglaterra, mientras su padre jugaba en el Sunderland, y comenzó su carrera internacional jugando con los equipos juveniles de los Estados Unidos, pero después de impresionar con el Borussia Dortmund, atrajo el interés de las selecciones nacionales de Portugal, Inglaterra y Argentina. Finalmente, en una entrevista de marzo de 2020 con Sports Illustrated, Reyna declaró su intención de jugar para los Estados Unidos:

«Estoy al tanto de los rumores, pero está bastante claro para mí. Solo quiero jugar para los Estados Unidos. Ese es mi país de origen».

Fue nombrado en honor al excompañero de equipo de su padre en los Rangers, Giovanni van Bronckhorst.
El alto nivel de juego de Reyna le ha valido el apodo del «Sueño americano» por su excompañero de equipo Erling Haaland.
Reyna es amigo cercano de su compañero de equipo estadounidense Joe Scally, ambos jugadores comenzaron a asistir a la academia juvenil del New York City FC en 2015.